# Велшани
Велшани (енгл. Welsh people, вел. Cymry) су етничка група која живи у Велсу. У другом контексту Велшанима се сматрају сви становници Велса.
Велс има око 2,6 милиона становника, што је 4% становништва Уједињеног Краљевства.
Велшани су народ келтског порекла, блиски Ирцима и Шкотима. Имају свој велшки језик, али њега говори само 20% становништва. Сто посто становништва говори енглески језик.
Велшана у свету има 4,5-5 милиона, највише у Велсу и другим деловима Велике Британије, САД, Канади и Аустралији. У Аргентини (Патагонија) постоји велшка заједница од око 20.000 чланова која се и даље служи велшким језиком.
У јужни, индустријски део Велса, су се у 19. веку населили многи Италијани. Током 20. века, у Велсу су се појавили досељеници из афричких и азијских земаља Британског комонвелта.
Око 75% становника Велса су хришћани. Највећи број верника припада Велшкој цркви (једна од англиканских цркава).